# Mottarone
El Mottarone es una montaña en los Alpes Occidentales del Piamonte, al noroeste de Italia, con una elevación de 1492 m.

## Geografía
La cumbre se encuentra en el territorio comunal de Stresa, entre el lago de Orta y el lago Mayor. El nacimiento del río Agogna está localizado en la montaña.
El área del Mottarone es conocida por la producción de queso, la mayoría del renombrado "Toma del Mottarone".

### Clasificación SOIUSA
Según el SOIUSA (Subdivisión de Montaña Estandarizada Internacional de los Alpes) la montaña puede ser clasificada en la manera siguiente:
- Parte principal = Alpes Occidentales
- Sector principal = Alpes Noroccidentales
- Sección = Alpes Peninos
- Subsección = Sur de los Alpes Valsesia
- Supergrupo = Alpi Cusianos
- Grupo = Macizo del Mottarone
- Código = I/B-9.IV-B.4

## Acceso a la cumbre

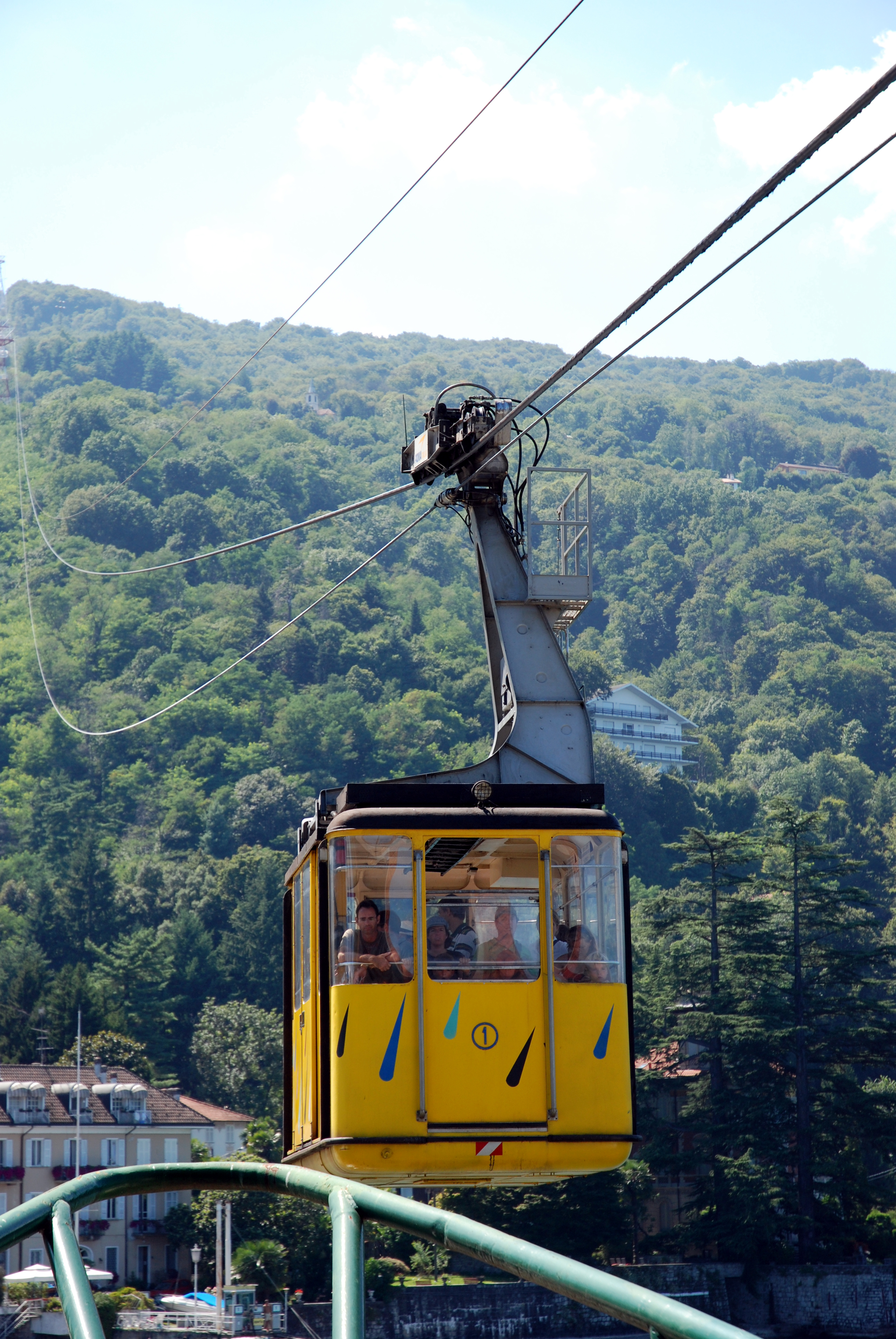
Teleférico del Mottarone.

La cumbre de Mottarone puede ser alcanzado por un paseo de 20 minutos en un telecabina, un frazione de Stresa. Fue construido para reemplazar ferrocarril de Stresa en 1963. Pasa por lo alto la ciudad de Verbania sobre el lago Mayor; Monviso en los Alpes Marítimos, así como Monte Rosa, puede ser visto en días de cielo claro.
Es posible alcanzar la cumbre del Mottarone con el vehículo. Hay dos carreteras: la primera viene de Armeno, al oeste del Mottarone y cercano al lago Orta; la segunda, es una carretera de peaje privada, empieza en Alpino, un frazione de Stresa en el lado oriental de la cumbre.
A pie, es posible alcanzar la cumbre por el camino L1 de Stresa (designado CAI Stresa), el cual pasa cerca la estación de ferrocarril. El tiempo aproximado hasta la cumbre es de 4 horas y 20 minutos desde la estación.

## Accidente en el teleférico en 2021
El 23 de mayo de 2021, una cabina del teleférico, la cual llevaba quince personas, cayó a una zona boscosa de la montaña, ya cerca de la cima, matando a catorce personas e hiriendo a otro.

## Deportes de invierno
Una estación de esquí con 21 km de esquí alpino se localiza en las faldas del Mottarone.
El esquí en Mottarone tiene una tradición larga. Sci Club Mottarone fue fundado en 1909. En enero de 1935 el primer eslalon gigante en la historia del esquí tuvo lugar en el Mottarone.  En 1940 el primer telesilla abrió llamado, Slittone. Después de la Segunda Guerra Mundial, la estación de esquí se desarrolló y perfeccionó. Hoy hay 21 pistas, una para cada clase de esquiador. Hay cinco telesillas. Además, hay dos alfombras elevadoras para los principiantes. Desafortunadamente, otro telesilla, llamado Alpe Corti, fue cerrado en 2011 por llegar al final de su "vida técnica", de acuerdo con la ley italiana que permite que estos elevadores y telesillas ser utilizados por sólo 30 años.